# Accademia militare di Modena
Accademia militare di Modena är världens äldsta militärhögskola, grundad 1678. Den italienska arméns och karabinjärernas officerare genomgår här sin grundläggande officersutbildning. 

## Utbildning
Militärhögskolan i Modena ger grundläggande officersutbildning för blivande officerare vid den italienska armén och vid karabinjärerna i samarbete med Università degli Studi di Modena e Reggio Emilia. Urvalet bland de sökande sker genom muntliga och skriftliga antagningsprov samt fysiska prov. Det slutliga urvalet görs genom  en trettio dagar lång praktisk övning. 

## Utbildningprogram
| Program | Antagningsvillkor                | Tid  | Utbildningsmål | Militär grad efter utbildningen |
| --- | -------------------------------- | ---- | --- | ------------------------------- |
| Yrkesofficerare vid armén och karabinjärerna                                                                 | Studentexamen Högst 22 års ålder | 2 år | Grundläggande officersutbildning samt 120 poäng av en kandidatexamen i strategiska vetenskaper (armén) respektive juridik (karabinjärerna). | Fänrik                          |
| Yrkesofficerare vid ingenjörstrupperna                                                                       | Studentexamen Högst 22 års ålder | 3 år | Grundläggande officersutbildning samt utbildning som högskoleingenjör.                                                                      | Fänrik efter två år             |
| Yrkesofficerare med särskild kompetens:veterinärer, kemister, apotekare                                      | Studentexamen Högst 22 års ålder | 5 år | Grundläggande officersutbildning samt yrkesexamen inom respektive område.                                                                   | Löjtnant                        |
| Yrkesofficerare med särskild kompetens:läkare                                                                | Studentexamen Högst 22 års ålder | 6 år | Grundläggande officersutbildning samt läkarexamen                                                                                           | Löjtnant                        |
| Intendenturofficerare, medicinalofficerare och officerare vid ingenjörstrupperna med särskild yrkeskompetens | Yrkesexamen Högst 32 års ålder   | 1 år | Grundläggande officersutbildning | Löjtnant                        |

Efter Modena fortsätter de som utexaminerats som fänrikar med en tre års lång utbildning vid arméns respektive karabinjärernas militärhögskola i Turin respektive Rom vilken avslutas med en magisterexamen och utnämning till löjtnant.

## Bilder

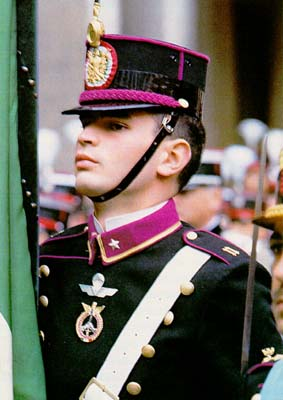
Kadett i paraduniform.
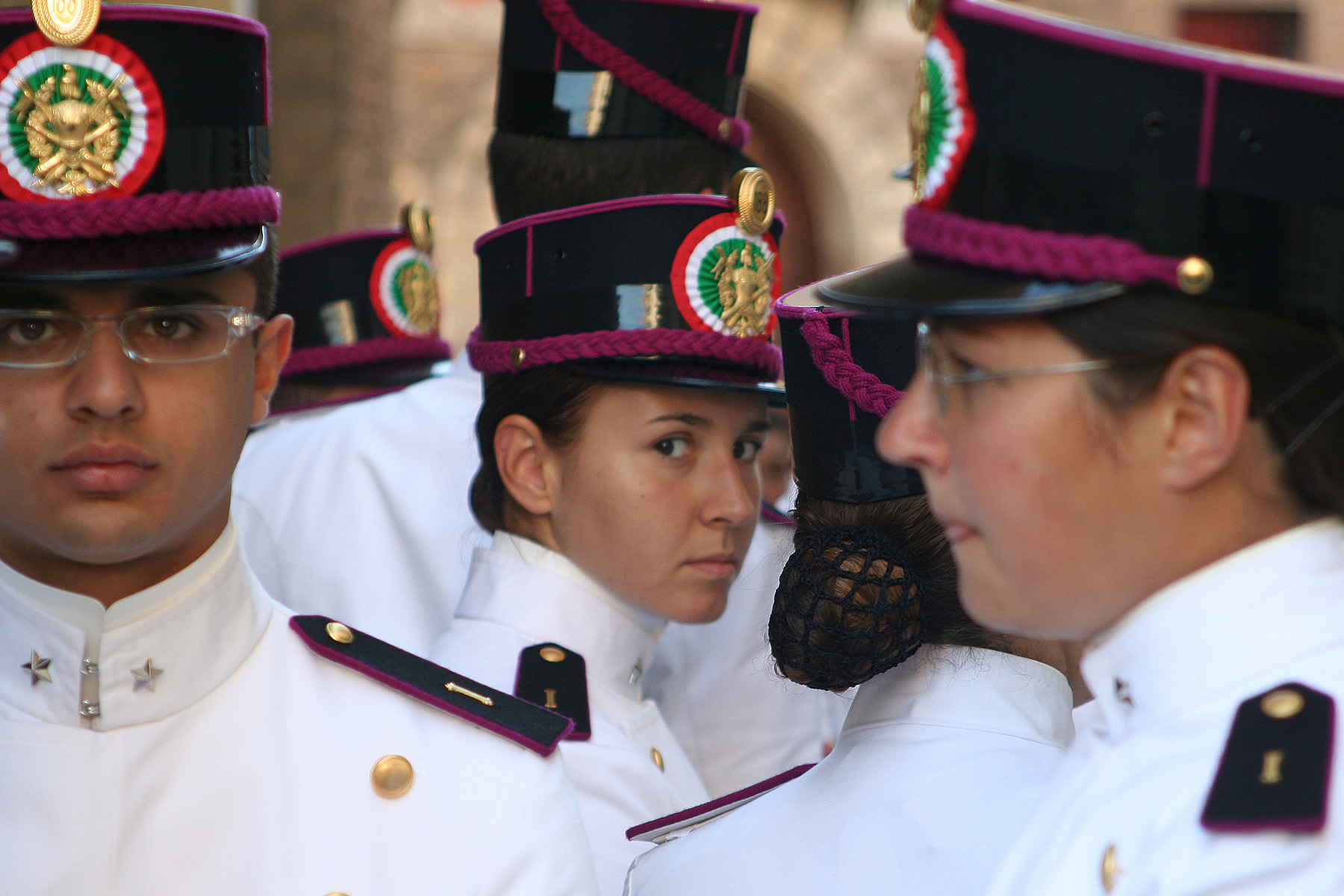
Kadetter i sommaruniform.
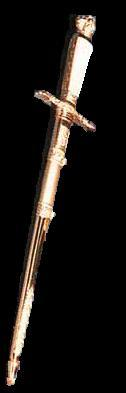
Stickerten är kadetternas symbol och hederstecken.
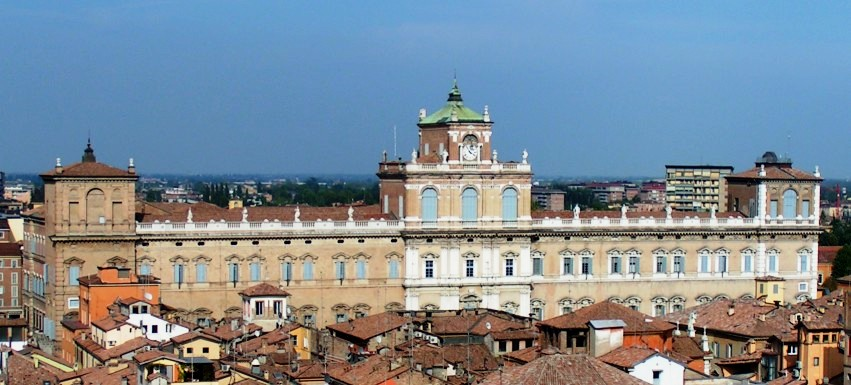
Skolan är förlagd till det gamla Palazzo Ducale i Modena.